# Clete
En la mitología griega, Clete o Cleta fue una amazona y nodriza de la reina Pentesilea.
Al conocer la noticia de la muerte de su pupila a manos de Aquiles, zarpó un barco con la idea de acercarse a Troya para recuperar el cadáver de la reina y darle un entierro adecuado. Pero una tormenta desvió la nave hasta las costas italianas donde fundó la ciudad de Clete, cumpliéndose así la profecía dicha por la princesa Casandra.
La ciudad había crecido y prosperado hasta que entabló una batalla con la ciudad vecina de Crotona. Clete encabezó su ejército pero fue muerta por los crotoniatas. Antes de expirar, pidió que todas las reinas de Clete llevasen su nombre.
Tuvo un hijo llamado Caulo o Caulone que, posteriormente, fundaría la ciudad de Caulonia.